# Districte de North Kanara
Districte de North Kanara, North Kannada, d'Uttara Kannada o Districte d'Uttara Kanara és una divisió administrativa de l'Índia a l'estat de Karnataka. La capital és Karwar. La població al cens del 2001 era d'1.353.644 habitants. La superfície és de 10.291 km². Destaquen els temples jainistes de Banavasi, Gersoppa i Bhatkal, les tombes de tres mercaders europeus a Bhatkal, de l'any 1637, els temples hindús a Gokarn del segle xv destacant el de Mahabaleshwar, les inscripcions canareses a Bhatkal, Gersoppa i Banavasi, les coves de la secta Lingayat a Supa (Ulvi) i la font del santó Basava dels lingayat; i els Lalguli Falls.

## Geografia
Administrativament està dividit en 11 tahsils: Karwar, Ankola, Kumta, Honnavar, Bhatkal, Sirsi, Siddapur, Yellapur, Mundgod, Haliyal i Joida.
Les muntanyes principals són els Ghats Occidentals i la serra de Sahyadri que creuen el districte de nord a sud; entre els Sahyadris i la mar hi ha un franja costanera coneguda com a Payanghat, d'entre 8 i 24 km; a l'est dels Sahyadris hi ha l'altiplà de Balaghat, ja part del Dècan.
Els rius principals són (de nord a sud): Kali, Gungawali, Aghanashini i Sharavati. Les cascades més famoses són de Jog al Sharavati, però són dins el veí districte de Shimoga i dins del districte d'Uttara Kannada cal esmentar les de Unchalli (116 metres), Magod (180 metres en dos trams), Shivganga (74 meters), Lalguli i Mailmane.
La llengua comuna al districte és el canarès o kannada, però es parla també el konkani, el marathi, el tulu i l'urdú. la població és hindú amb minories musulmana i cristiana.
Fou part de la Divisió Meridional de la presidència de Bombai on fou el districte més al sud dels seus districtes costaners; la seva superfície era 10.217 km² (pràcticament la mateixa que la moderna de 10.291 km²). La població estava distribuïda en 8 ciutats i 1.281 pobles, i era:
- 1872: 398.498
- 1881: 421.932
- 1891: 446,453
- 1901: 454.490

Administrativament estava dividit en 8 talukes i amb tres mahals o petha agregats a tres d'aquestes:
- Haliyal 
  - Supa petha
- Karwar
- Vellapur 
  - Mundgod petha
- Ankola
- Sirsi
- Kumta
- Siddapur
- Honavar 
  - Bhatkal petha

Les ciutats principals eren Karwar (capital del districte), Kumta, Bhatkal, Honavar i Sirsi. Les municipalitats eren Karwar, Kumta, Sirsi, Haliyal, Honavar i Bhatkai a més de dues temporals: Gokarn i Ulvi.
Aleshores parlava canarès el 57%, seguit del konkani. La immensa majoria era de religió hindú.

## Història
Asoka va enviar missioners a Banavasi a Kanara. De les inscripcions sembla que va estar sota domini successivament dels Kadambes de Banavasi, els rattes, els chalukya occidentals i els yadaves i fou centre de la religió jainista.
A l'inici del segle xvi quan els portuguesos es van establir a la costa, estava dominada pels reis de Vijayanagar; aquest imperi hindú es van enfonsar per la derrota contra els sultans musulmans del Dècan a Talikota el 1565, i els caps locals de Kanara van assolir la independència. Els musulmans van atacar els establiments portuguesos de la costa però no els van poder sotmetre però Bijapur va poder establir el seu control sobre Kanara, que va continuar fins que els marathes hi van començar a cobrar impostos vers el 1675; no obstant quan Aurangzeb va conquerir Bijapur el 1686, Kanara va passar a l'Imperi Mogol i els sobirans locals de Sonda i Bednur van fer la submissió amb tributs.
Vers el 1720 els marathes altre cop van dominar parcialment la regió. El 1763 Haidar Ali de Mysore va conquerir Bednur on va fer un gran botí. Sonda, a la costa, fou igualment sotmesa el que va portar a Haidar Ali a la guerra contra els marathes; però Haidar va aconseguir mantenir les seves conquestes i encara ampliar-les cap al nord fins al Kistna. Quan el fill d'Haidar, Tipu Sultan, va entrar en guerra contra els britànics, va perdre Honavar el 1783 i amb la derrota i mort de Tipu a Seringapatam el 1799, Sonda fou annexionada pels britànics i va incloure el territori de Kanara sobre els ghats que havia estat assolat per la guerra i el saqueig i havia quedat despoblat; aquestos territoris i els territoris costaners que havien estat arrabassats anteriorment a Haidar Ali foren agregats a la presidència de Madràs (1799) formant el districte de Canara, fins al 1861 quan es va dividir en dos, i North Kanara fou transferida a la presidència de Bombai.